# 通常訴訟
通常訴訟（つうじょうそしょう）は、民事訴訟の種類の一つ。
手形小切手訴訟、少額訴訟、人事訴訟、行政事件訴訟といった特殊なものではない、民事訴訟法の原則的規定に従った通常の訴訟をいう。
貸金返還請求訴訟、土地明渡請求訴訟、人身損害に対する損害賠償請求訴訟など様々なものがあるが、主として財産権に関する紛争解決を求めるものである。